# Marienkapelle auf dem Karmelenberg

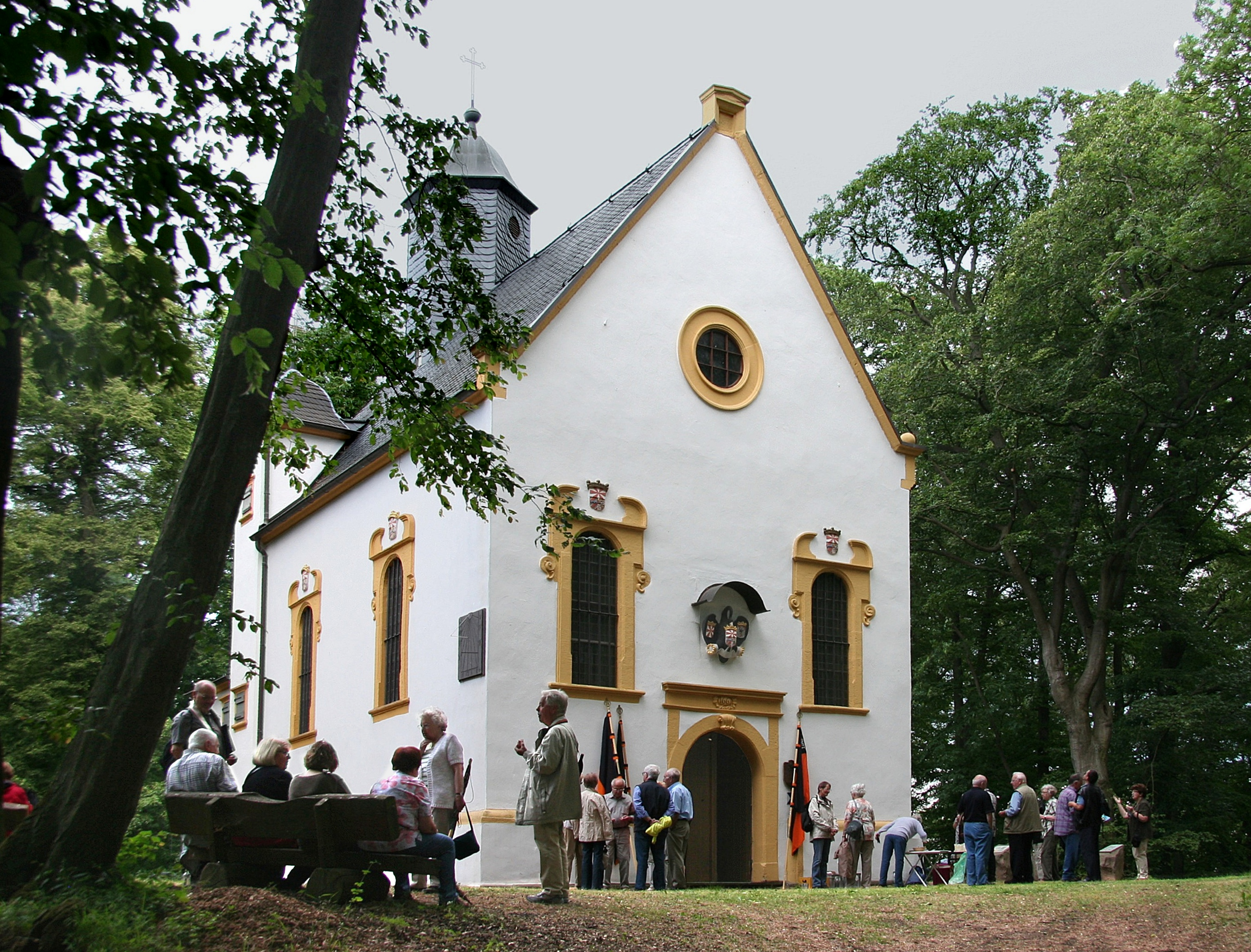
Marienkapelle auf dem Karmelenberg

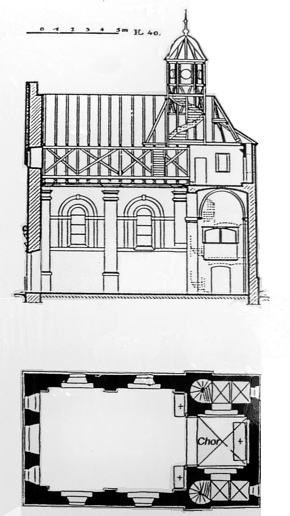
Grund- und Aufriss der Marienkapelle

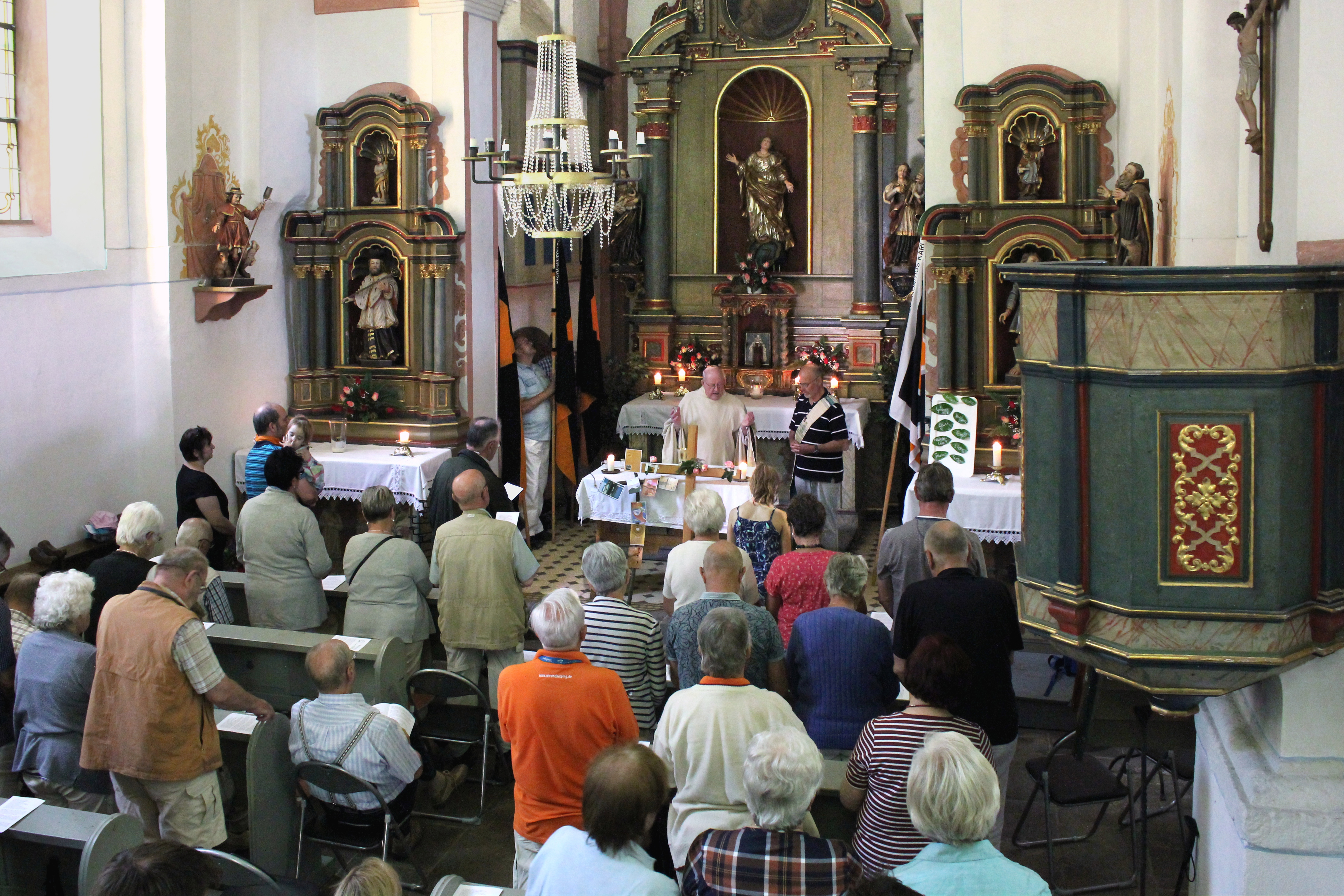
Gottesdienst mit Wallfahrern in der Kapelle (2017)

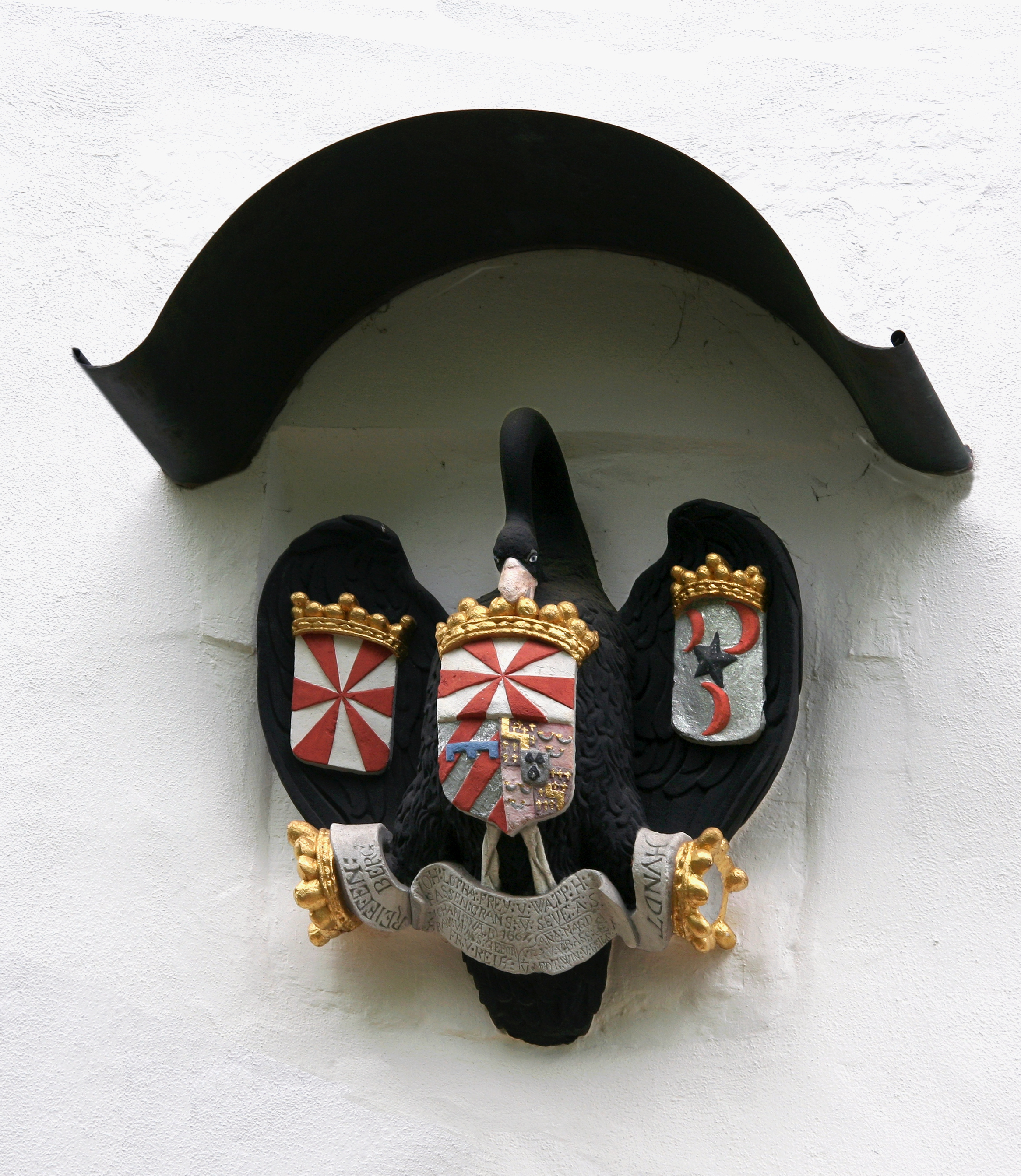
Wappen der Stifterfamilie

Die Marienkapelle auf dem Karmelenberg ist eine Wallfahrtskapelle in der Gemarkung der Ortsgemeinde Bassenheim auf dem Karmelenberg im Landkreis Mayen-Koblenz in Rheinland-Pfalz.

## Geschichte
Im 17. Jahrhundert befand sich der Karmelenberg im Besitz der Grafen Waldbott von Bassenheim. Er wurde damals noch Hexenberg genannt. Die inschriftlich auf das Jahr 1662 datierte Kapelle wurde von Johann Lothar Waldbott von Bassenheim (1615–1667) und seiner zweiten Frau Anna Magdalena gestiftet, wahrscheinlich aus Dankbarkeit für die Genesung des Freiherrn von schwerer Krankheit und die Geburt einer Tochter. Als Baumeister gilt der Kapuziner Matthias von Saarburg. Fertiggestellt wurde der Bau 1666, ein Jahr vor dem Tod des Stifters.
Ursprünglich wurde die Kapelle ausschließlich von der Stifterfamilie genutzt. Erst nach dem Besuch des Trierer Weihbischofs Johann Peter Verhorst im Jahr 1688 zur Firmung von 500 Jugendlichen aus den Städten und Dörfern der Umgebung wurde sie auch für Pilger zugänglich gemacht. Seit dieser Zeit wohnte ein Eremit, der die Kapelle beaufsichtigte und den Geistlichen bei den Messen half, in einer Kammer über dem Chor. Am Neujahrsmorgen 1826 wurde der letzte Eremit, der aus Montabaur stammende Bruder Nicolaus Hoelzer, unweit der Kapelle ermordet aufgefunden. Der Täter wurde nie ermittelt.
Der zur Kapelle führende Kreuzweg, die sogenannten Sieben Fußfälle, entstand wahrscheinlich erst im 18. Jahrhundert. Die Sandsteinreliefs mit Szenen aus dem Leidensweg Jesu wurden im Laufe der Zeit mindestens zweimal erneuert, zuletzt 2001, als die stark beschädigten Bildstöcke renoviert wurden; ein nicht mehr vorhandener wurde ersetzt. Der Plaidter Bildhauer Christoph Zernia gestaltete die Darstellungen aus einheimischem Tuff nach Zeichnungen in einem Büchlein des Pfarrers Johann Josef Simons von 1852. Bezahlt wurde die Erneuerung ausschließlich durch Spenden.
In der Mitte des 19. Jahrhunderts war das Bauwerk erstmals renovierungsbedürftig. Erste Reparaturarbeiten wurden durchgeführt. Weitere Ausbesserungen und Reparaturen erfuhr die Kapelle Anfang des 20. Jahrhunderts und nach den Zerstörungen des Zweiten Weltkriegs. Ab etwa 1980 verfiel das in Privatbesitz befindliche Gebäude zunehmend, nicht zuletzt wegen seiner Abgelegenheit. 1992 kaufte die Gemeinde Bassenheim die Kapelle zum symbolischen Preis von einer D-Mark. Mithilfe eines Fördervereins wurden Spendengelder gesammelt und Veranstaltungen zur Sanierung der Kapelle durchgeführt, die einen Betrag von rund 400.000 DM erbrachten; 379.000 DM leistete die Gemeinde Bassenheim, 137.000 DM das Land Rheinland-Pfalz. Weitere Zuschüsse kamen vom Kreis Mayen-Koblenz, von der Verbandsgemeinde Weißenthurm, der Gemeinde Ochtendung, dem Bistum Trier, der Kirchengemeinde St. Martin Bassenheim und von privaten Spendern. Die 1998 abgeschlossene Renovierung kostete 1.052.650 DM; das entspricht heute 866.200 Euro. Am 24. Mai 1998 wurde die renovierte Kapelle geweiht und mit einem Fest, an dem laut Koblenzer Rhein-Zeitung rund 700 Menschen teilnahmen, wiedereröffnet.

## Baubeschreibung
Die Kapelle ist ein verputzter Bruchsteinbau mit eingezogenem, nach Westen ausgerichtetem Chor, neben dem sich im Erdgeschoss die Sakristei und ein Oratorium befinden. Der Innenraum der Saalkirche ist einschließlich Chor etwa 13 Meter lang und im Bereich des Kirchenschiffs mit flacher Holzdecke 7 Meter breit. Den etwa 3,5 mal 3,5 Meter großen Chor schließt nach oben ein Kreuzgratgewölbe ab. An den Chorflanken befinden sich zwei Treppentürme, die die Dachfläche nur minimal überragen. Über die Treppen sind die zu beiden Seiten des Chores erhöht liegenden Patronatslogen der Stifterfamilie und die über dem Chor liegende Klausnerstube erreichbar. Das schiefergedeckte Hauptdach trägt einen sechseckigen, vollständig verschieferten Dachreiter. Den Eingang bildet ein rundbogiges Portal.
Süd-, Ost- und Nordwand des Kirchenschiffs sind durch je zwei Rundbogenfenster gegliedert, an den Innenseiten in tiefen Nischen, außen mit Voluten als Abschluss der Gewändeprofilierungen sowie dem Wappen des Stifters als Bekrönung. In den Giebel der Ostfassade ist außerdem ein Rundfenster, ein sogenanntes Ochsenauge, eingefügt, während die Treppentürme und Nebenräume kleine, meist rechteckige Fenster haben. Die weiße Grundfarbe und das Gelb der Gesimse sowie der Fenster- und Portalumrahmungen entsprechen nach der Restaurierung der barocken Farbgebung. Der Innenraum ist in Weiß und Rot gefasst.
Über dem Portal hält ein schwarzer Schwan oder Pelikan, das Wappentier der Waldbotts, drei Wappen. Vom Betrachter aus links bzw. auf dem rechten Flügel ist das Wappen des Vaters von Lothar Waldbott zu sehen, gegenüber das Wappen der Mutter. Das Allianzwappen in der Mitte, das sich über allen Fenstern wiederholt, ist dreigeteilt. Oben zeigt es das Wappen Lothar Waldbotts, links darunter das Wappen seiner 1651 verstorbenen ersten Frau Johanna Walburga von Reiffenberg und rechts das der zweiten Frau Anna Magdalena, geb. Gräfin von Metternich-Winneburg-Beilstein, gestorben am 19. Januar 1693.

## Ausstattung der Kapelle

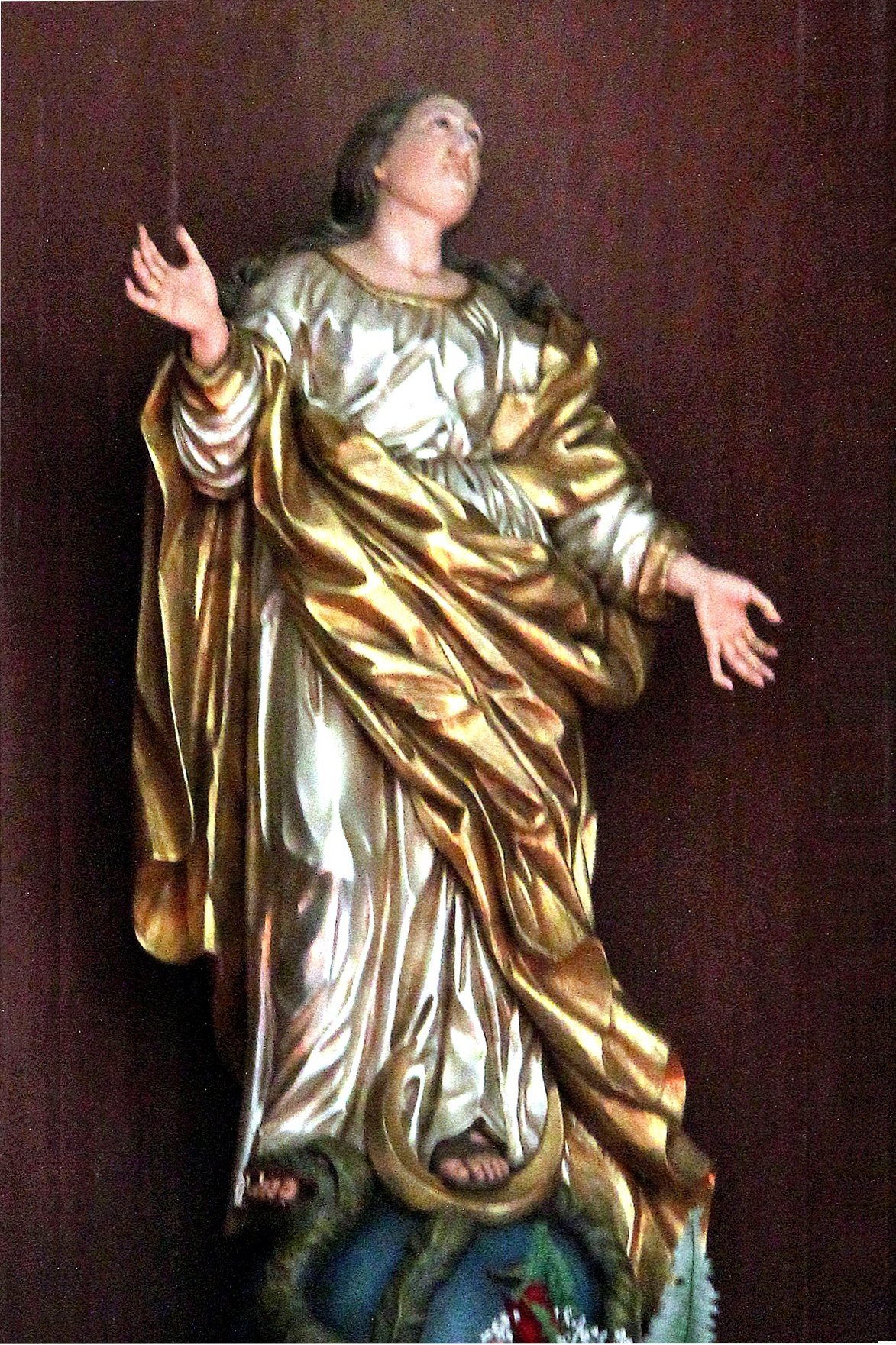
Mondsichelmadonna auf dem Hochaltar

Innen ist die Kapelle wie eine kleine Kirche mit Hochaltar, Seitenaltären, Kanzel, Beichtstuhl und einer Empore ausgestattet. Der Hochaltar stammt aus der Zeit der Erbauung, verfiel im Laufe der Jahrhunderte zum Teil und wurde wie die im 18. Jahrhundert geschaffenen Seitenaltäre und Kanzel in der Zeit zwischen 1992 und 1998 restauriert. Eine Mondsichelmadonna aus dem Jahr 1769 stand in der großen Nische des Hochaltars, während kleinere Barockfiguren die Seitenaltäre und die Wände zierten. Bei einem Einbruch 1960 wurden die Statuen gestohlen und Jahre später bei einer Aktion in Hamburg bis auf eine wiedergefunden. Seitdem befinden sie sich in der Bassenheimer Burg. 2002 und 2003 ließ der Förderverein Marienkapelle originalgetreue Nachbildungen schaffen, sodass in Verbindung mit der farblichen Fassung die barocke Atmosphäre des sakralen Raums wiederhergestellt ist. Eine Neuanfertigung aus dem Jahr 2002 ist auch der stilgerechte Kronleuchter mit acht Wachskerzen, der über dem Kirchenschiff hängt, gestiftet vom Heimatverein Bassenheim.
Im Jahr 2015 erstellte das Landesamt für Denkmalpflege ein Gutachten über den Zustand der Altäre. Als problematisch hatten sich die verschiedenen Holzarten (Tanne und Eiche) erwiesen, aus denen sie gebaut sind und die in unterschiedlicher Weise „arbeiten“, sodass sich Risse bildeten und Farbe abblätterte. Hinzu kam Holzwurmbefall. Zuerst wurde daraufhin 2017 der rechte Seitenaltar abgebaut und restauriert, 2019 folgten der linke Seitenaltar und der Hauptaltar. Auffallend ist die gegenüber vorher hellere farbliche Fassung insbesondere des Hochaltars mit marmorierten, hellgrauen Flächen links und rechts der großen Nische mit der Madonna.

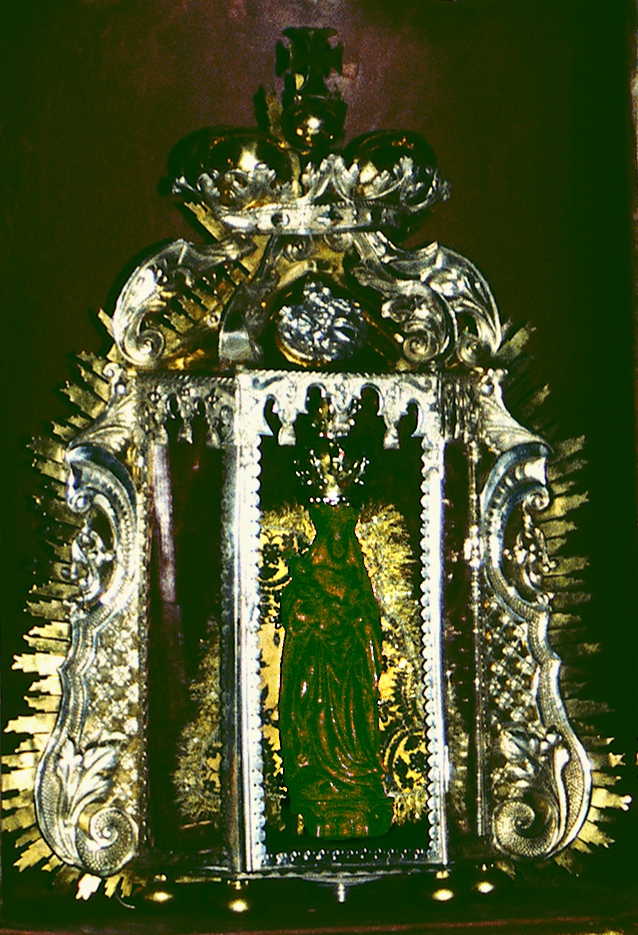
Gnadenbild

Das Gnadenbild, eine 18 cm hohe Marienstatuette, wird ebenfalls in der Burg aufbewahrt und nur zu besonderen Anlässen auf dem Hochaltar der Kapelle ausgestellt. In der übrigen Zeit erinnert eine Nachbildung an das Original.
An der Südwand, Ecke zur Ostfassade, ist seit 2010 eine von dem Mendiger Bildhauer Dieter Heuft aus Basalt geschaffene Sonnenuhr angebracht, wie sie auf einer Zeichnung der Kapelle von 1852 zu erkennen ist. Der Meteorologe Wolfgang Zäck nimmt an, dass die ursprüngliche Sonnenuhr 1688 zur Weihe der Kapelle in die Wand eingefügt und im Verlauf einer Restaurierung in der zweiten Hälfte des 19. Jahrhunderts entfernt wurde. Ein Foto aus der Zeit um 1940 zeigt die Kapelle mit einer Turmuhr.
Als Ersatz für eine verschwundene frühere kleine Glocke ließ der Heimatverein 1994 eine neue gießen, die Pfarrer Dieter Remy am 5. August 1995 weihte. Seitdem läutet sie bei vielen Gelegenheiten.

## Wallfahrten

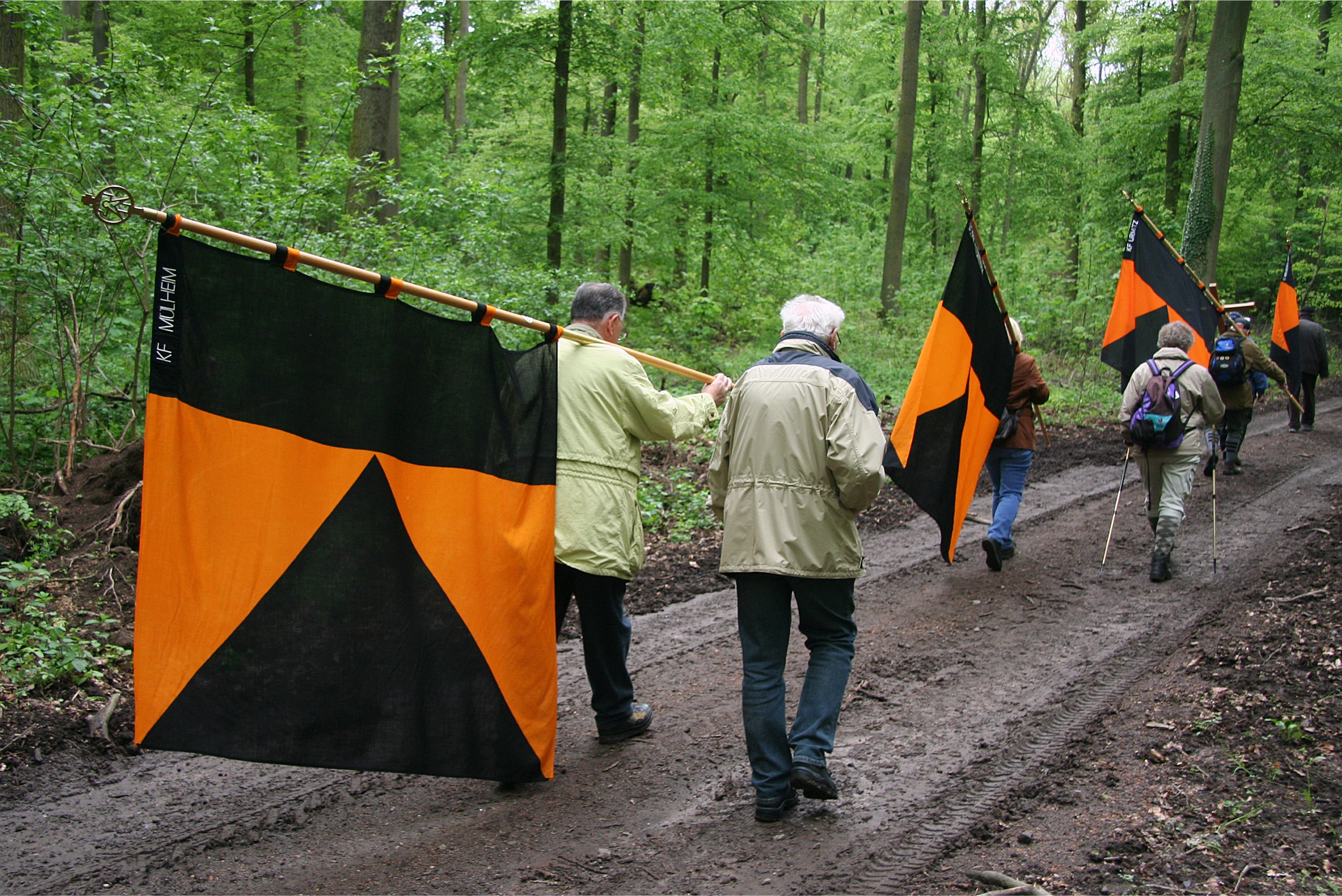
Banner der Kolpingsfamilien

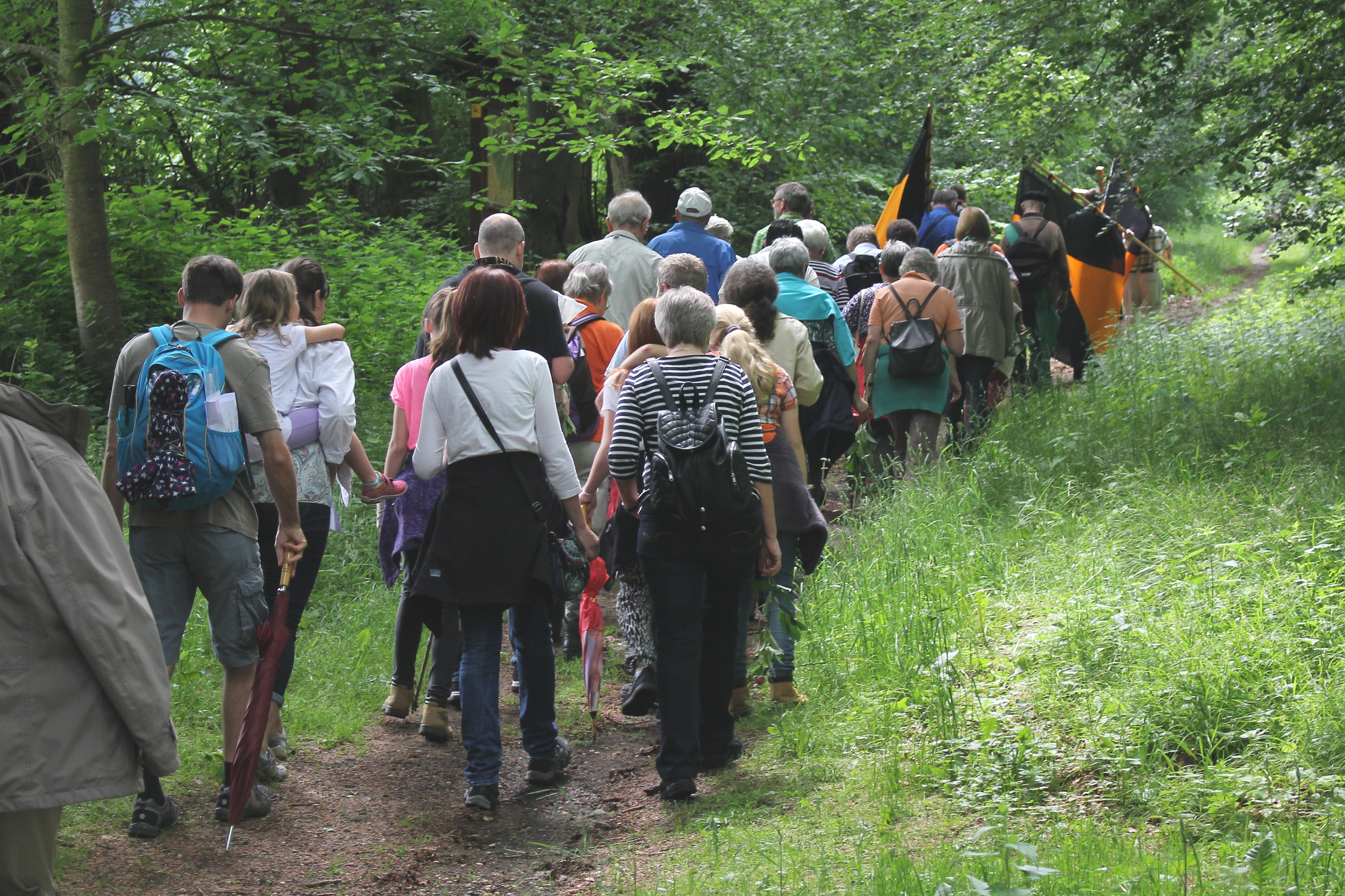
Pilger auf dem Weg zur Marienkapelle (2016)

Die Kapelle auf dem Karmelenberg wurde früh zum Wallfahrtsort. Diese Wallfahrtstätigkeit wurde jedoch unterbrochen, als 1794 französische Revolutionstruppen nach Bassenheim kamen und das Innere der Kapelle wie auch den Kreuzweg, die Sieben Fußfälle, zerstörten. Das Gnadenbild war vorher in Sicherheit gebracht worden, zunächst in der Burg von Bassenheim, zeitweise auch in einem Kloster. Nach dem Abzug der Truppen lebten die Wallfahrten für lange Zeit nicht wieder auf und die Kapelle blieb in renovierungsbedürftigem Zustand. Pastor Johann Josesph Simons schrieb 1852 enttäuscht: „Heiliges Gotteshaus, das du einst das Ziel und der Andachtsborn unübersehbarer Pilgerscharen warst, wie stehst Du jetzt so traurig und verlassen da.“
Über die einstige Wallfahrtstätigkeit hieß es im „Sonntagsblatt für Unterhaltung und Belehrung“, einer Beilage zur Mayener Volkszeitung vom 5. Juni 1881 unter anderem: „Zahlreiche Pilger von Nah und Fern strömten an solchen Tagen [Marienfesttagen] dem Karmelenberge zu, dessen Kapelle sie nicht zu fassen vermochte. Nach dem feierlichen Gottesdienste, dem die gräfliche Familie stets beiwohnte, wurden die Pilger bewirthschaftet und ihnen Brod und Wein verabreicht.“ Diese Zeiten waren vorbei und erst 1853 stiftete Hugo Graf Waldbott von Bassenheim 500 Thaler zur Instandsetzung der Kapelle, die vorher der 1826 ermordete Klausner Nicolaus Haefner nur notdürftig hergerichtet hatte. Doch weitere Zahlungen des Grafen gab es offenbar nicht; denn Burg und Rittergut waren hoch verschuldet, und der Graf zog nach Buxheim bei Memmingen, wo sein aufwendiger Lebensstil zum Verkauf des dortigen Schlosses und der Ländereien führte.
Sichere Informationen über den Verbleib des Gnadenbildes gibt es nicht. Der langjährige Bürgermeister von Bassenheim und Förderer der Kapelle, Theobald Groß, berichtet von 1992: „In der Burg konnte ich das Kleinod im Rittersaal der Burg besichtigen, erwerben konnte ich es nicht.“ 1996 habe die Besitzerin das Marienbildnis mit dem silbernen Gehäuse dem damaligen Pfarrer geschenkt, der es einige Zeit später an die Burg zurückgegeben habe.
Nach der Sanierung der Kapelle in den 1990er-Jahren wuchs das Interesse an der Kapelle auf dem Karmelenberg wieder. Seit 1998 laden unter anderem die Kolpingsfamilien von Mülheim, Kärlich und Urmitz alljährlich zur Wallfahrt auf den Karmelenberg ein. Rund zwei Kilometer lang ist der Weg, der unterhalb des Bassenheimer Eisenbahnviadukts beginnt, durch die alte Baumallee und vorbei an den Stationen des Kreuzwegs zum 373 Meter über dem Meeresspiegel liegenden Gipfel führt. An drei oder vier Stationen hält die Prozession inne, um zu beten und zu meditieren. Zum Abschluss wird in der Kapelle eine Messe oder eine Andacht gehalten.

## Theobald Groß – Förderer der Marienkapelle

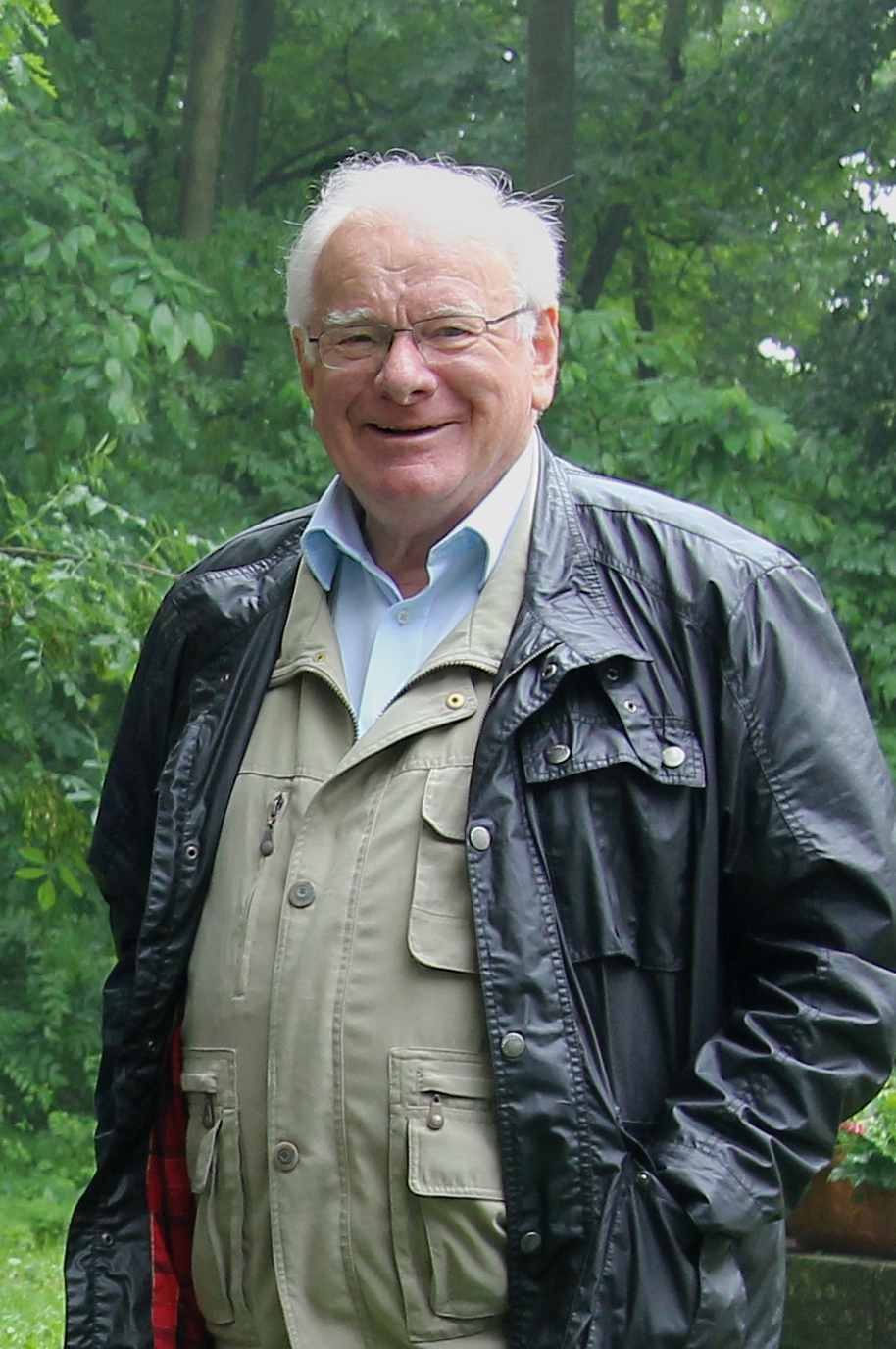
Theobald Groß (2013)

Theobald Groß, geboren am 1. Mai 1929 in Betzdorf, war mit der Kapelle auf dem Karmelenberg in besonderer Weise verbunden. Im Hauptberuf war er Journalist, vor allem aber von 1979 bis 2004 ehrenamtlicher Ortsbürgermeister von Bassenheim. In seine Amtszeit fielen die Ausweisung der ersten verkehrsberuhigten Spielstraße in Rheinland-Pfalz, die Schaffung mehrerer Neubaugebiete in seiner Gemeinde, der Bau der Karmelenberghalle sowie der Kauf und die Umgestaltung des Bassenheimer Rathauses. Zu seinen weiteren Verdiensten, für die ihn die Gemeinde Bassenheim zu ihrem Ehrenbürger ernannte, gehört aber auch die Erhaltung der Kapelle auf dem Karmelenberg. Unter seinem Vorsitz beschloss der Gemeinderat am 11. Juni 1992, die Kapelle zum symbolischen Preis von 1,00 DM mit dem Ziel der Sanierung zu kaufen. Voraussetzung war eine notariell geregelte Zuwegung zur Kapelle auf Dauer. Im Mai 1993 wurde der „Förderverein Marienkapelle auf dem Karmelenberg“ mit Theobald Groß als Vorsitzendem gegründet. Zwei weitere mit Groß verbundene Projekte sind das Martinusmuseum und das Adenauer-Schuman-Gedenkzeichen in Bassenheim. Als Heimatforscher schrieb Theobald Groß über Bassenheim, den Karmelenberg und die Marienkapelle etliche Bücher und Aufsätze, die im Heimatbuch des Landkreises Mayen-Koblenz und in Zeitungen erschienen sind. Er starb am 12. Oktober 2019 im Alter von 90 Jahren.